# Anopheles lindesayi japonicus
Anopheles lindesayi japonicus  (лат.) — подвид комара Anopheles lindesayi.

## Распространение
Распространён в горных районах Японии (Хоккайдо, Хонсю, Кюсю), в Корее и Китае.

## Описание

### Имаго
Костальная жилка с одним белым пятном вблизи вершины. Задние бёдра с явственным предвершинным белым кольцом. Передние бёдра при основании слабо утолщены. Лопасти девятого тергита конические или трапециевидные, короткие (не высокие); их высота примерно равна их ширине. Гонококсит близ середины своего внутреннего края с относительно тонкой щетинкой.

### Личинка
Наружные волоски наличника простые или слабо разветвлённые на концах или начиная с середины. Звёздчатый волосок на заднегруди хорошо развит, из 15—20 лепестков. Концы лепестков зв`здчатых волосков брюшка постепенно заостряются и не вытянуты в концевую нить.